# Viitorul al doilea
Viitorul al doilea este o colecție de povestiri științifico-fantastice ale scriitorului român Vladimir Colin. A apărut în 1966 la Editura Tineretului. Volumul conține unsprezece ficțiuni scurte, toate scrise de Colin.

## Cuprins
- „Cetatea morților”, ficțiune scurtă de Vladimir Colin
- „Ultimul avatar al lui Tristan”, nuveletă de Vladimir Colin
- „Lnaga”, nuveletă de Vladimir Colin
- „Întâlnirea”, povestire de Vladimir Colin
- „Giovanna și îngerul”, nuveletă de Vladimir Colin
- „Fotograful invizibilului”, povestire de Vladimir Colin
- „Broasca”, ficțiune scurtă  de Vladimir Colin (1964)
- „Oneiros”, ficțiune scurtă de Vladimir Colin
- „Zăpezile de pe Ararat”, ficțiune scurtă de Vladimir Colin
- „Stânca de brocart”, ficțiune scurtă de Vladimir Colin
- „Undeva, un om”, ficțiune scurtă de Vladimir Colin

## Legături externe
- Capcanele timpului la isfdb.org

## Vezi și
- Lista cărților științifico-fantastice publicate în România
- Lista antologiilor de povestiri științifico-fantastice românești
- 1966 în literatură